# Aponychus aequilibris
Aponychus aequilibris är en spindeldjursart som beskrevs av Tseng 1990. Aponychus aequilibris ingår i släktet Aponychus och familjen Tetranychidae. Inga underarter finns listade i Catalogue of Life.